# Piratencompetitie
De term piratencompetitie wordt gebruikt voor een onafhankelijke competitie die is afgescheiden van een daartoe behorende koepelorganisatie. Een dergelijke competitie valt niet onder het toezicht van het overkoepelende bestuursorgaan en voelt zich doorgaans ook niet (langer) gehouden aan de geldende reglementen. Niet zelden ontstaat een piratencompetitie na een conflict met een bestaande competitie. 
Historische voorbeelden van piratencompetities zijn de Braziliaanse Copa União in 1987 en de Colombiaanse voetbalcompetitie in de jaren 1949 tot en met 1954. In Nederland ontstond in 1994 een piratencompetitie bij het driebanden, nadat een vereniging zich afscheidde van de Koninklijke Nederlandse Biljartbond.
Ook de in 2021 opgerichte Europese Super League, die al binnen enkele dagen uitliep op een mislukking, kreeg het stempel piratencompetitie.